# 波段配置規劃
波段配置規劃是一個計劃，用於使用無線頻率的特定波段，屬於電磁頻譜的一部分。每個波段計劃定義所包含的頻率範圍，包括頻道是如何被定義，和頻道所帶出的資訊。闡述在波段配置規劃的典型的定義是：
- 編號機制 – 頻道的數字或字母（如果有的話）將被分配
- 中心頻率 – 每個頻道的載波相隔多遠的距離
- 帶寛／（偏差） – 每個頻道之間的寬度
- 頻譜遮罩 – 外來信號會頻率衰減
- 調變 – 什麼類型會被使用或者是可允許的
- 內容 – 允許的信息，如聲音或視頻，模擬信號或數碼
- 牌照 – 通過一定程序得到廣播執照

在美國，由國際電信聯盟定義實際授權的頻段，或由當地的監管機構，如聯邦通信委員會 (FCC)。對於業餘無線電愛好者要使用授權頻段，請參見：授權頻段。